# Чкаловська сільська територіальна громада (Запорізька область)
Чкаловська сільська громада — територіальна громада в Україні, у Мелітопольському районі Запорізької області. Адміністративний центр — село Гаврилівка.
Площа громади — 265,80 км², населення — 3269 мешканців (2020).

## Історія
Громада утворена 21 липня 2017 року шляхом об'єднання Гоголівської, Зеленогаївської, Калинівської, Корніївської та Чкаловської сільських рад Веселівського району.
19 липня 2020 року, в результаті адміністративно-територіальної реформи та ліквідації Веселівського району, громада увійшла до складу Мелітопольського району.

## Населені пункти
До складу громади входять 10 сіл: Гаврилівка, Гоголівка, Добровольче, Зелений Гай, Зелений Луг, Калинівка, Корніївка, Красавич, Мусіївка та Новоукраїнка.